# Janne Jacobsson

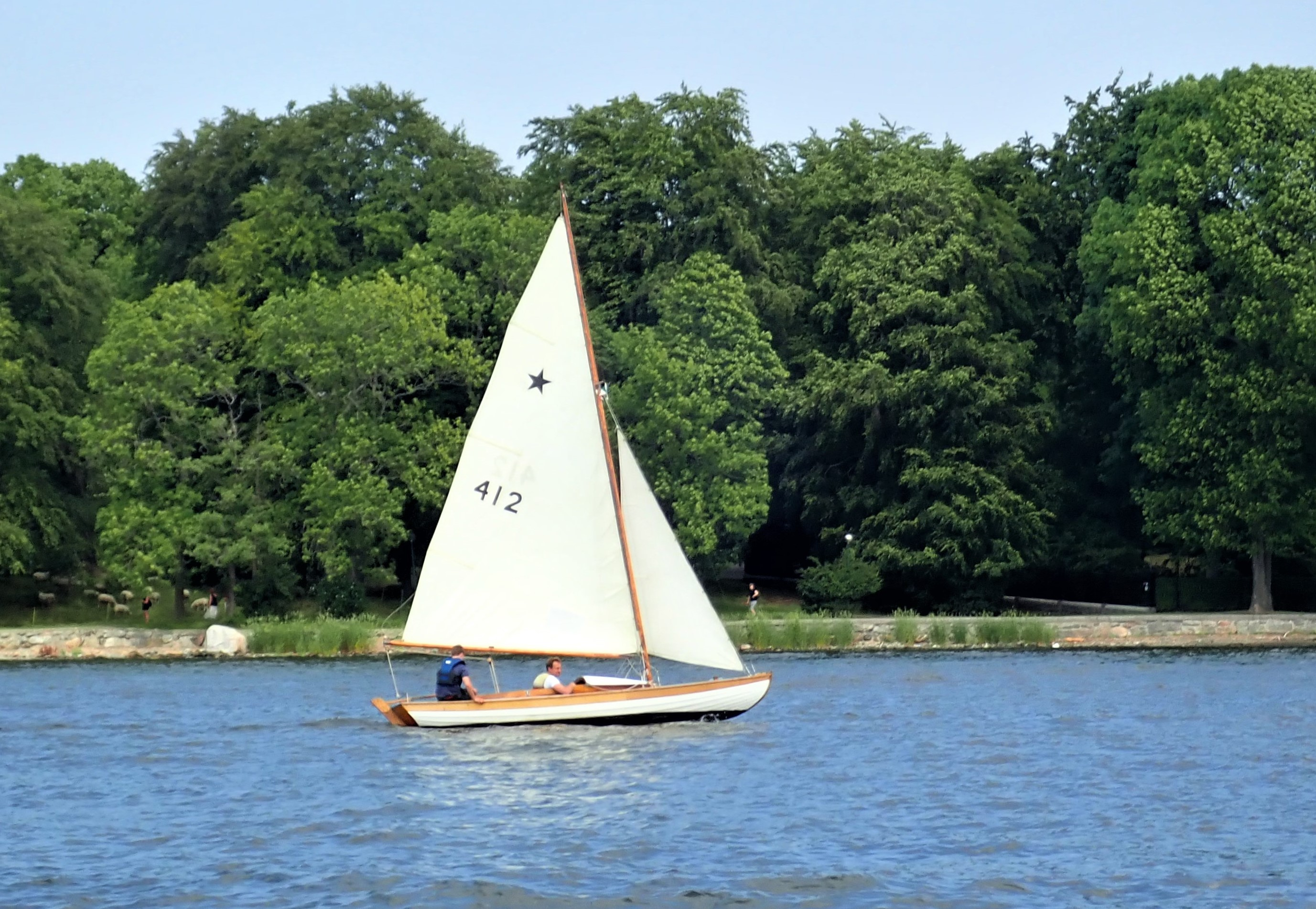
Stjärnbåten 412 Piglet byggd 1956 av Moranäs varv, Saltsjöbaden.

Jan (Janne) Jacobsson, född 1871, död 1952, var en svensk båtbyggare och -konstruktör.
Janne Jacobsson var verkmästare på Ängholmens varv i Långedrag i Göteborg.
Han konstruerade 1913 lottbåten för ungdomar Joyce för Göteborgs Kungliga Segelsällskap, den som senare blev mallad för typbåten Stjärnbåten. Han ritade också ett antal mindre skärgårdskryssare.
Janne Jacobsson konstruerade också motoryachten och inomskärskryssaren Matchless, som byggdes 1916 som Trollet på Ängholmens varv för direktören Harald Holmberg.